# Konkordat

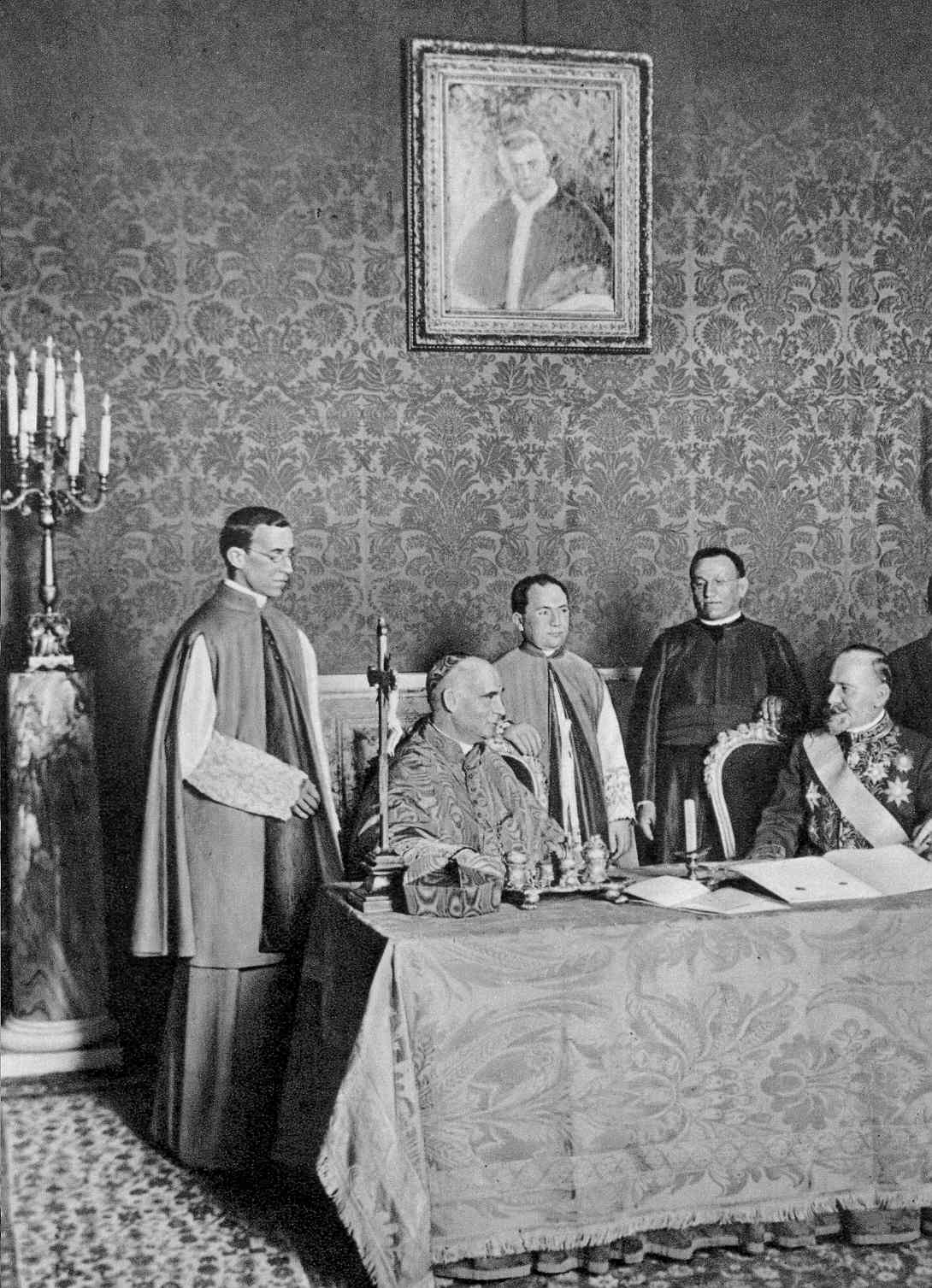
Giuseppe Felici: Feierlicher Abschluss eines Staatskirchenvertrags (hier Konkordat mit Serbien, 1914)

Ein Konkordat (lateinisch concordatum „Vereinbarung, Vertrag“) ist ein Vertrag eines Staates (Nationalstaat oder Gliedstaat) mit der römisch-katholischen Kirche, genauer mit dem Heiligen Stuhl. Konkordate unterliegen dem Völkerrecht. Häufig regeln sie beispielsweise die Finanzierung kirchlicher Strukturen, das Bildungswesen, das Eherecht und die Besetzung von Ämtern.
Nach strengem römischem Sprachgebrauch schließt der Heilige Stuhl ein Konkordat nur mit einem katholischen Staatsoberhaupt, während die Verträge mit nicht-katholischen Regierungen Konventionen heißen.
In Deutschland werden alle Verträge mit christlichen Kirchen, also Konkordate und Kirchenverträge mit evangelischen Glaubensgemeinschaften, Staatskirchenverträge genannt.

## Geschichte

### Historische Konkordate
Bekannte historische Konkordate sind:
- das Wormser Konkordat (1122), in dem der Investiturstreit beigelegt wurde
- das Wiener Konkordat (1448)
- das Konkordat von Bologna (1516)
- das Konkordat von 1801 zwischen Papst Pius VII. und Napoleon Bonaparte

Als besondere Konkordatsära wird von vielen Historikern das Pontifikat Pius XI. eingeordnet. Der Sturz zahlreicher europäischer Monarchien infolge des Ersten Weltkriegs bot die Gelegenheit für den Katholizismus, nicht nur 1929 mit den Lateranverträgen die Römische Frage zu lösen, sondern eine Vielzahl von Konkordaten zu verhandeln und abzuschließen. Kardinalstaatssekretär Enrico Gasparri und sein Nachfolger Eugenio Pacelli, zeitweilig Nuntius in München und Berlin, später Papst Pius XII., prägten diese Epoche.

### Deutschland
Aus der Zeit der Weimarer Republik sind Konkordate mit Bayern (1924), Preußen (1929) und Baden (1932) aufrecht. Das 1933 geschlossene Reichskonkordat wurde nach längerer juristischer Auseinandersetzung am 26. März 1957 vom Bundesverfassungsgericht für gültig erklärt. Seither schloss zudem eine Reihe von Bundesländern eigene Konkordate ab.

### Österreich
Am 18. August 1855 schloss Kaiser Franz Joseph I. ein Konkordat mit Papst Pius IX., das der Kirche u. a. weitgehenden Einfluss auf Unterrichtswesen und Eherecht zubilligte. Durch die 1868 erlassenen Maigesetze wurden diese Rechte wieder eingeschränkt. Schließlich wurde im Jahr 1870 das Konkordat auf Initiative des damaligen Ministers für Kultus und Unterricht Karl von Stremayr gekündigt. Willkommener Anlass für die Kündigung war die Erklärung des Dogmas der Unfehlbarkeit des Papstes.
Am 5. Juni 1933 schloss die österreichische Bundesregierung unter Bundeskanzler Engelbert Dollfuß mit Papst Pius XI. ein neues Konkordat, das erneut die Macht der katholischen Kirche in Österreich stärkte (Konkordat zwischen dem Heiligen Stuhle und der Republik Österreich, BGBl. II Nr. 2/1934). Zum Zeitpunkt seiner Ratifikation wurde ihm sogar als Teil der Maiverfassung ein Verfassungsrang zuerkannt. Seine Fortgeltung nach 1945 war zunächst umstritten, wurde jedoch von der Bundesregierung 1957 anerkannt, sodass es formell noch heute in Kraft ist. Durch nachfolgende Teilkonkordate (1960 und 1962) wurden jedoch wesentliche Bestimmungen abgeändert. Die Zivilehe und die Verstaatlichung des Religionsfonds blieben abweichend vom Text des Konkordats weiterhin bestehen. Da im Jahr 1945 das Verfassungsrecht nach dem Stand vom März 1933 wieder in Kraft gesetzt wurde (StGBl. Nr. 4/1945), hat das Konkordat in der Zweiten Republik keinen Verfassungsrang mehr. Dass das Konkordat Teil der österreichischen Verfassung sei, wird von Richard Potz als „weitverbreiteter Irrtum“ bezeichnet. Als völkerrechtlicher Vertrag mit dem Heiligen Stuhl als Völkerrechtssubjekt hat es aber eine Ausnahmestellung.
Mit den anderen Religionsgemeinschaften hat die Republik Österreich keine Staatskirchenverträge abgeschlossen. Die Basis für die gesetzliche Anerkennung der Kirchen und Religionsgesellschaften sowie die Zusammenarbeit mit diesen ist von Seiten des Staates teilweise ein eigenes Bundesgesetz (Protestantengesetz 1861/1961, Israelitengesetz 1890/2012, Islamgesetz 2015, Orthodoxengesetz 1967, Orientalisch-orthodoxes Kirchengesetz 2003), teilweise eine ministerielle Verordnung. Daneben werden die Beziehungen zu den einzelnen religiösen Gemeinschaften durch andere Gesetze, teils durch privatrechtliche Verträge geregelt.
Da in Österreich eine grundsätzliche Trennung von Kirche und Staat herrscht und das Recht der freien Religionsausübung (öffentliche Religionsausübung durch gesetzlich anerkannte Kirchen und Religionsgesellschaften sowie private Religionsausübung gemäß den Art. 15 und 16 StGG 1867, öffentliche Ausübung anderer Religionen gemäß Art. 63 Vertrag von Saint Germain und Art. 9 EMRK) gewährleistet ist (Religionsfreiheit in Österreich) und die gesetzlich anerkannte Kirchen und Religionsgesellschaften auch das Recht der freien Regelung ihrer inneren Angelegenheiten im Rahmen der für alle geltenden Gesetze zukommt (Art. 15 StGG 1867), beziehen sich Verträge mit Kirchen und Religionsgesellschaften nur auf gemeinsame Angelegenheiten (Res mixta), wie etwa Religionsunterricht, finanzielle Staatsleistungen, Subventionierung für Wohltätigkeit oder Vertretung in öffentlichen Gremien.
Manche behaupten, dass das Konkordat von 1933 langfristig nicht zu einer herausgehobenen Stellung des Katholizismus geführt haben soll, sondern zu einer gemeinsamen Basis in den Beziehungen der Republik Österreich zu den Religionen und Denominationen geführt hätte, indem es eine Modellwirkung hat.

### Schweiz
Ab dem 19. Jahrhundert schlossen einzelne Kantone, sowie ab 1848 auch die Schweizerische Eidgenossenschaft, Konkordate, vor allem um die Organisation der Schweizer Diözesen zu regeln. 1828 wurde mit einem Konkordat das Bistum Basel wiedererrichtet. Es gibt für die Schweiz kein allgemeines gesamtstaatliches Konkordat.

### Frankreich
In Frankreich schloss 1516 König Franz I. (1515–1547) mit Papst Leo X. das Konkordat von Bologna. Damit wurde beschlossen, dass Frankreich die geistliche Oberhoheit der römischen Kirche über die französische Kirche anerkannte. Im Gegenzug wurde der Staat berechtigt, Prälaten zu ernennen. Dieses Konkordat begründet eine lange Tradition der Verbindung von französischer Krone und dem Papsttum (Gallikanismus). Eine andere Konsequenz dieses Konkordats war die Einstufung der Reformation (lutherische Lehre) als staatsgefährdend und damit der Beginn der Hugenottenverfolgung in Frankreich.
Mit dem Konkordat von 1801 beendete Napoleon den geistlich-weltlichen Kampf des revolutionären Frankreichs mit der katholischen Kirche in seinem Sinne; es wurde auf der Seite des Heiligen Stuhls von Papst Pius VII. unterzeichnet.

## Liste
Hier sind chronologisch die geltenden, allgemeinen bilateralen Verträge des Heiligen Stuhls mit einem Staat oder Gliedstaat aufgelistet, die nicht nur ein spezifisches Einzelthema oder Teilgebiet betreffen.
| Vertragsstaat                | Datum              | Titel |
| ---------------------------- | ------------------ | --- |
| Haiti                        | 28. März 1860      | Concordato fra Pio IX e la Repubblica di Haiti                                                                                             |
| Bayern                       | 29. März 1924      | Konkordat zwischen Seiner Heiligkeit Papst Pius XI. und dem Staate Bayern                                                                  |
| Königreich Italien           | 11. Februar 1929   | Trattato fra la Santa Sede e l’Italia |
| Preußen                      | 14. April 1929     | Vertrag des Freistaates Preußen mit dem Heiligen Stuhle                                                                                    |
| Baden                        | 12. Oktober 1932   | Konkordat zwischen dem Heiligen Stuhl und dem Freistaate Baden                                                                             |
| Österreich                   | 5. Juni 1933       | Konkordat zwischen dem Heiligen Stuhle und der Republik Österreich                                                                         |
| Deutsches Reich              | 20. Juli 1933      | Konkordat zwischen dem Heiligen Stuhl und dem Deutschen Reich                                                                              |
| Ecuador                      | 24. Juli 1937      | Modus vivendi fra la Santa Sede e la Repubblica dell’Equatore                                                                              |
| Dominikanische Republik      | 16. Juni 1954      | Concordato entre la Santa Sede y la República Dominicana                                                                                   |
| Nordrhein-Westfalen          | 19. Dezember 1956  | Vertrag des Landes Nordrhein-Westfalen mit dem Heiligen Stuhl                                                                              |
| Venezuela                    | 6. März 1964       | Convenio entre la Santa Sede y la República de Venezuela                                                                                   |
| Tunesien                     | 27. Juni 1964      | Conventio (Modus Vivendi) |
| Niedersachsen                | 26. Februar 1965   | Konkordat zwischen dem Heiligen Stuhle und dem Land Niedersachsen                                                                          |
| Argentinien                  | 10. Oktober 1966   | Acuerdo entra la Santa Sede y la República Argentina                                                                                       |
| Rheinland-Pfalz              | 29. April 1969     | Vertrag zwischen dem Heiligen Stuhl und dem Land Rheinland-Pfalz zur Ergänzung und Änderung der konkordatären Bestimmungen                 |
| Kolumbien                    | 12. Juli 1973      | Concordato entre la República de Colombia y la Santa Sede                                                                                  |
| Peru                         | 19. Juli 1980      | Acuerdo entre la Santa Sede y la Republica del Perú                                                                                        |
| Monaco                       | 25. Juli 1981      | Convention entre le Saint-Siège et la Principauté de Monaco                                                                                |
| Marokko                      | 30. Dezember 1983  | Scambio di Lettere sulla situazione giuridica della Chiesa cattolica nel Marocco                                                           |
| Italien                      | 18. Februar 1984   | Accordo tra la Santa Sede e la Repubblica Italiana che apporta modificazioni al Concordato Lateranense                                     |
| Nordrhein-Westfalen          | 26. März 1984      | Vertrag zwischen dem Land Nordrhein-Westfalen und dem Heiligen Stuhl                                                                       |
| San Marino                   | 2. April 1992      | Accordo di collaborazione nelle materie di comune interesse                                                                                |
| Polen                        | 28. Juli 1993      | Konkordat między Stolicą Apostolską i Rzecząpospolitą Polską                                                                               |
| Israel                       | 30. Dezember 1993  | Fundamental Agreement between the Holy See and the State of Israel                                                                         |
| Sachsen                      | 2. Juli 1996       | Vertrag zwischen dem Heiligen Stuhl und dem Freistaat Sachsen                                                                              |
| Thüringen                    | 11. Juni 1997      | Vertrag zwischen dem Heiligen Stuhl und dem Freistaat Thüringen                                                                            |
| Mecklenburg-Vorpommern       | 15. September 1997 | Vertrag zwischen dem Heiligen Stuhl und dem Land Mecklenburg-Vorpommern                                                                    |
| Gabun                        | 12. Dezember 1997  | Accord-Cadre entre le Saint-Siège et la République Gabonaise sur les principes et sur certaines dispositions juridiques                    |
| Sachsen-Anhalt               | 15. Januar 1998    | Vertrag zwischen dem Heiligen Stuhl und dem Land Sachsen-Anhalt                                                                            |
| Kasachstan                   | 24. September 1998 | Agreement between the Republic of Kazakhstan and the Holy See on mutual relations                                                          |
| Estland                      | 12. März 1999      | Note verbale circa lo statuto giuridico della Chiesa                                                                                       |
| Palästina                    | 15. Februar 2000   | Basic Agreement between the Holy See and the Palestine Liberation Organization                                                             |
| Lettland                     | 8. November 2000   | Svētā Krēsla un Latvijas Republikas Līgums                                                                                                 |
| Slowakei                     | 24. November 2000  | Základná Zmluva medzi Svätou Stolicou a Slovenskou Republikou                                                                              |
| Slowenien                    | 14. Dezember 2001  | Sporazum med Svetim sedežem in Republiko Slovenijo o pravnih vprašanjih                                                                    |
| Albanien                     | 23. März 2002      | Marrëveshje ndërmjet Republikës së shqipërisë dhe selisë së shentjtë për rregullimin e marrëdhënieve reciproke                             |
| Brandenburg                  | 12. November 2003  | Vertrag zwischen dem Heiligen Stuhl und dem Land Brandenburg                                                                               |
| Bremen                       | 21. November 2003  | Vertrag zwischen dem Heiligen Stuhl und der Freien Hansestadt Bremen                                                                       |
| Portugal                     | 18. Mai 2004       | Concordato tra la Santa Sede e la Repubblica Portoghese                                                                                    |
| Hamburg                      | 29. November 2005  | Vertrag zwischen dem Heiligen Stuhl und der Freien und Hansestadt Hamburg                                                                  |
| Bosnien und Herzegowina      | 19. April 2006     | Basic Agreement Between the Holy See and Bosnia and Herzegowina                                                                            |
| Andorra                      | 17. März 2008      | Accordo tra la Santa Sede ed il Principato di Andorra                                                                                      |
| Brasilien                    | 13. November 2008  | Acordo entre a República Federativa do Brasil e a Santa Sé relativo ao estatuto jurídico da Igreja Católica no Brasil                      |
| Schleswig-Holstein           | 12. Jänner 2009    | Vertrag zwischen dem Land Schleswig-Holstein und dem Heiligen Stuhl                                                                        |
| Aserbaidschan                | 29. April 2011     | Agreement between the Holy See and the Republic of Azerbaijan on the Juridical Status of the Catholic Church in the Republic Of Azerbaijan |
| Montenegro                   | 24. Juni 2011      | Accordo di Base tra la Santa Sede e il Montenegro                                                                                          |
| Mosambik                     | 7. Dezember 2011   | Accordo su Principi e Disposizioni Giuridiche per il Rapporto tra la Santa Sede e la Repubblica di Mozambico                               |
| Äquatorialguinea             | 13. Oktober 2012   | Accordo tra la Santa Sede e la Repubblica di Guinea Equatoriale sulle relazioni tra la Chiesa Cattolica e lo Stato                         |
| Burundi                      | 6. November 2012   | Accord-Cadre Entre le Saint-Siège et la République du Burundi sur des matières d’intérêt commun                                            |
| Kap Verde                    | 10. Juni 2013      | Accordo tra la Santa Sede e la Repubblica di Capo Verde sullo Statuto Giuridico della Chiesa Cattolica in Capo Verde                       |
| Tschad                       | 6. November 2013   | Accord entre le Saint-Siège et la République du Tchad sur le Statut Juridique de l’Église Catholique au Tchad                              |
| Kamerun                      | 13. Jänner 2014    | Accord-Cadre Entre le Saint-Siège et la République du Cameroun, relatif au statut juridique de l’Eglise catholique au Cameroun             |
| Palästina                    | 26. Juni 2015      | Comprehensive Agreement between the Holy See and the State of Palestine                                                                    |
| Osttimor                     | 14. August 2015    | Accordo tra la Santa Sede e la Repubblica Democratica di Timor-Leste                                                                       |
| Kuwait                       | 10. September 2015 | Memorandum of Understanding on conducting Bilateral Consultations                                                                          |
| Demokratische Republik Kongo | 20. Mai 2016       | Accord-cadre entre le Saint-Siège et la République Démocratique du Congo sur des matières d’interêt commun                                 |
| Zentralafrikanische Republik | 6. September 2016  | Accordo Quadro tra la Santa Sede e la Repubblica Centroafricana su materie di interesse comune                                             |
| Benin                        | 21. Oktober 2016   | Accord-Cadre entre le Saint-Siège et la République du Bénin relatif au Statut Juridique de l’Église Catholique au Bénin                    |
| Republik Kongo               | 3. Februar 2017    | Accordo Quadro tra la Santa Sede e la Repubblica del Congo sulle relazioni tra la Chiesa cattolica e lo Stato                              |
| Burkina Faso                 | 12. Juli 2019      | Accord entre le Saint-Siège et l’État du Burkina Faso sur le statut juridique de l’Église Catholique au Burkina Faso                       |
| Angola                       | 13. September 2019 | Accordo Quadro tra la Santa Sede e la Repubblica di Angola                                                                                 |
| São Tomé und Príncipe        | 15. August 2022    | Accordo tra la Santa Sede e la Repubblica Democratica di São Tomé e Príncipe                                                               |
| Tschechien                   | 24. Oktober 2024   | Accordo fra la Santa Sede e la Repubblica Ceca su alcune questioni giuridiche                                                              |